# Guillaume II (comte de Hollande)
Pour les articles homonymes, voir Guillaume II.
Guillaume II de Hollande (en néerlandais : Willem II van Holland, et en allemand : Wilhelm II. Graf von Holland), également connu sous le nom de Guillaume Ier du Saint-Empire, né en février 1227 et mort le 28 janvier 1256 près de Hoogwoud en Hollande, est un prince de la dynastie Gerulfing, fils du comte Florent IV de Hollande et de Mathilde de Brabant.
Ayant succédé à son père en tant que comte de Hollande en 1234, il est élu roi des Romains puis couronné antiroi opposé à Conrad IV de Hohenstaufen en 1248.
Tandis que le pouvoir central s'affaiblit durant le Grand Interrègne, Guillaume a acquis une meilleure reconnaissance après le décès de Conrad IV en 1254, mais il est tué deux ans plus tard. Il n'est jamais sacré empereur.

## Biographie
Le fils aîné du comte Florent IV de Hollande (1210-1234) et de Mathilde de Brabant (1200-1267), fille du duc Henri Ier, Guillaume n'a que sept ans, lorsque son père est tué accidentellement lors d'un tournoi à Corbie. Ses oncles Guillaume (mort en 1238) et Otton III, évêque d'Utrecht (mort en 1249), sont nommés régents du comté de Hollande, respectivement de 1234 à 1238 et de 1238 à 1239.

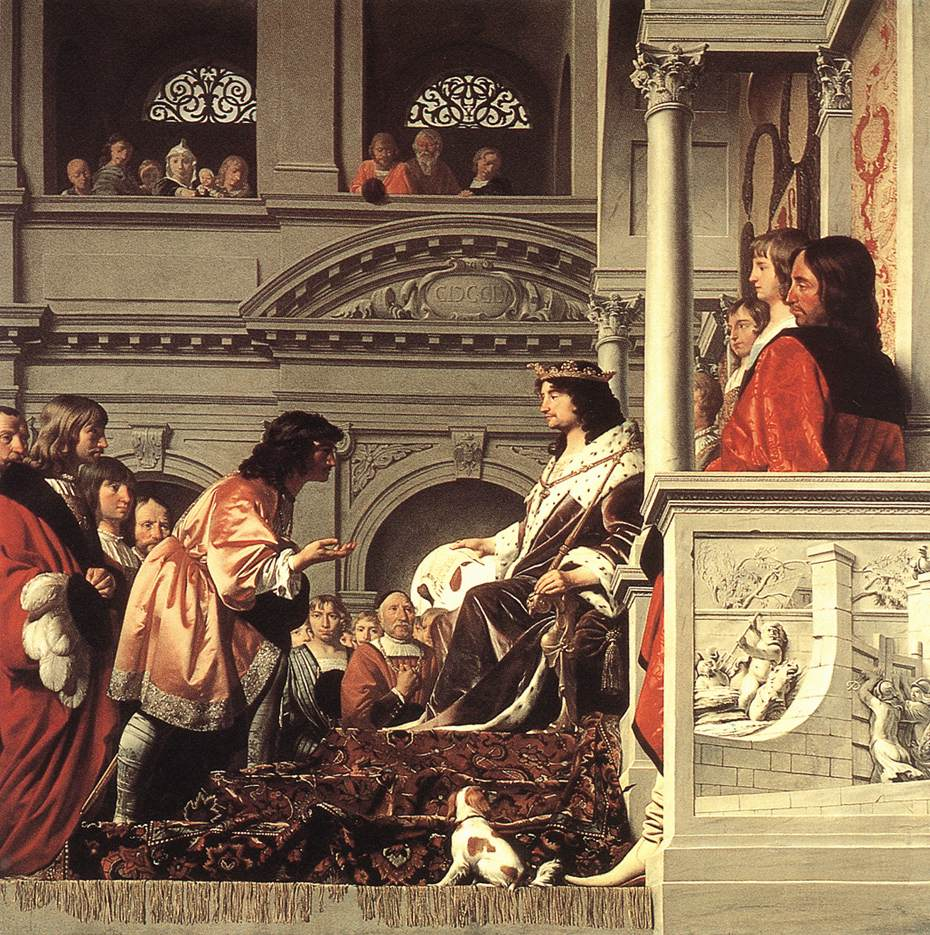
Guillaume de Hollande, roi des Romains, peinture par Caesar van Everdingen (1654).

Grâce au soutien de son oncle le duc Henri II de Brabant et de Konrad von Hochstaden, archevêque de Cologne, il est élu roi des Romains le 3 octobre 1247 à Worringen, après la mort de l'antiroi Henri le Raspon lequel a remplacé l'empereur Frédéric II de Hohenstaufen, déposé et excommunié par le pape Innocent IV. Après un siège de cinq mois, Guillaume prend Aix-la-Chapelle aux partisans de Frédéric II et de son fils Conrad IV de Hohenstaufen, et peut alors être couronné roi par l'archevêque Konrad le 1er novembre 1248.
Néanmoins, la plupart des princes ne reconnaissent son élection et il a dû se retirer aux Pays-Bas. La situation ne s'est améliorée qu'avec le décès de Frédéric en 1250 et le mariage de Guillaume avec Élisabeth (morte en 1266), fille du duc Othon Ier de Brunswick et de Mathilde de Brandebourg, en 1252. Au cours des années suivantes, il a obtenu le soutien non seulement de la maison de Brunswick (Welf) mais aussi des souverains ascaniens du Brandebourg et du duché de Saxe.
Dans son comté, Guillaume a concédé des privilèges à plusieurs villes, dont Haarlem, Delft et Alkmaar. La ville de La Haye se développa autour du château de Binnenhof qu'il avait fait agrandir à partir de 1248. Durant la guerre de Succession de Flandre et du Hainaut, il doit affronter la comtesse Marguerite de Flandre pour le contrôle de la condominium de Zélande au sud. En tant que roi, il s’octroie le titre de comte de Zélande. Le 4 juillet 1253, une armée impériale défait les forces flamandes de Gui de Dampierre, fils de Marguerite, à la bataille de Westkapelle et Guillaume conclut une trêve un an plus tard. Sa politique anti-flamande dégrade ses rapports avec le royaume de France.
À partir de 1254, il mène un certain nombre de guerres contre les Frisons. Il bâtit quelques châteaux-forts, à Heemskerk et à Haarlem et construit des routes, pour faciliter les opérations militaires contre les Frisons. Durant une bataille près de Hoogwoud le 28 janvier 1256, son cheval passe au travers de la glace d'une rivière gelée. Guillaume a été tué par les insurgés ; son corps n'est ramené en Hollande que vingt-six ans plus tard par son fils Florent. Il est enterré en l'abbaye de Middelbourg.

## Famille

### Mariage et enfants
En 1252, Guillaume épouse Élisabeth (morte en 1266), fille du duc Othon Ier de Brunswick. Ils ont deux enfants :
- Florent V (1254-1296) qui succède à son père en tant que comte de Hollande ;
- Mathilde (née en 1256).

## Galerie

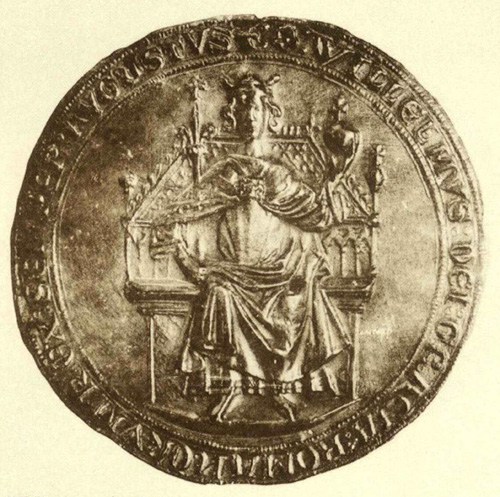
Sceau à l'effigie de Guillaume II de Hollande.
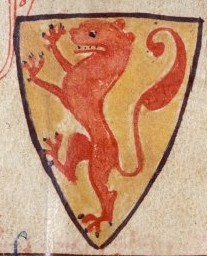
Armoiries de Guillaume II de Hollande dans un manuscrit médiéval.
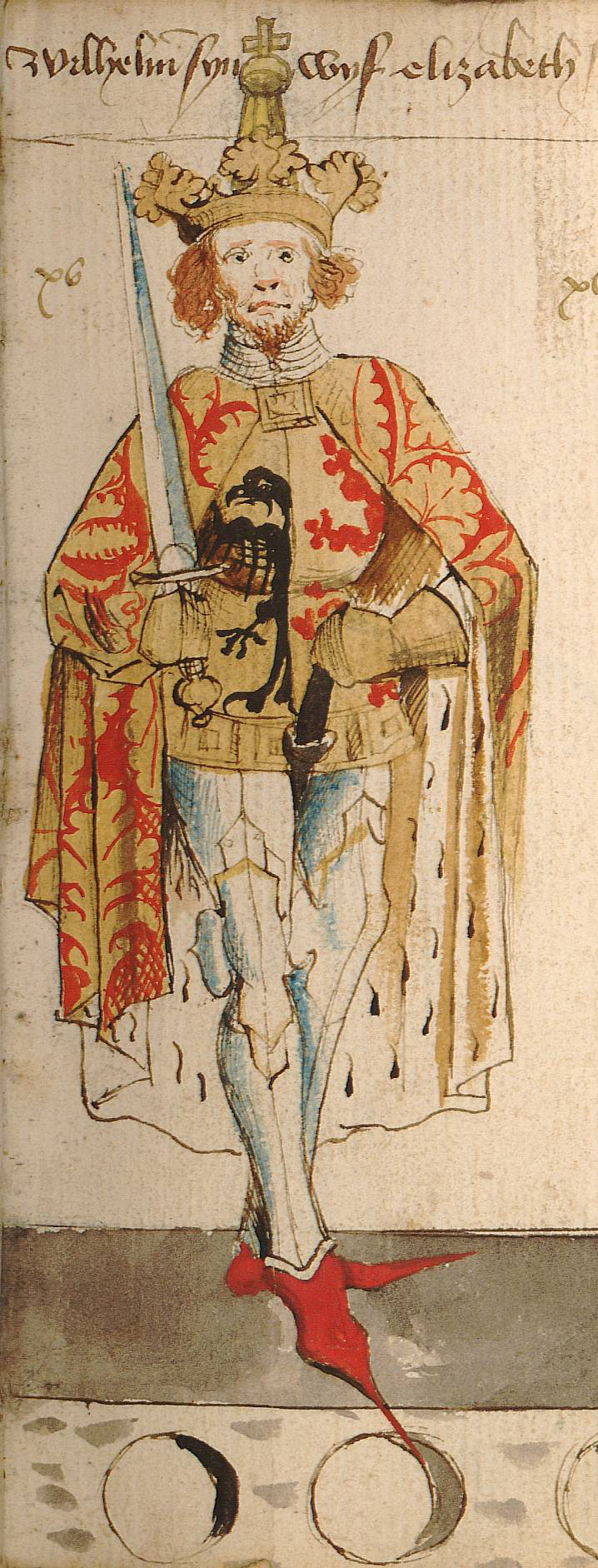
Guillaume II représenté par Hendrik van Heessel (XVe siècle).
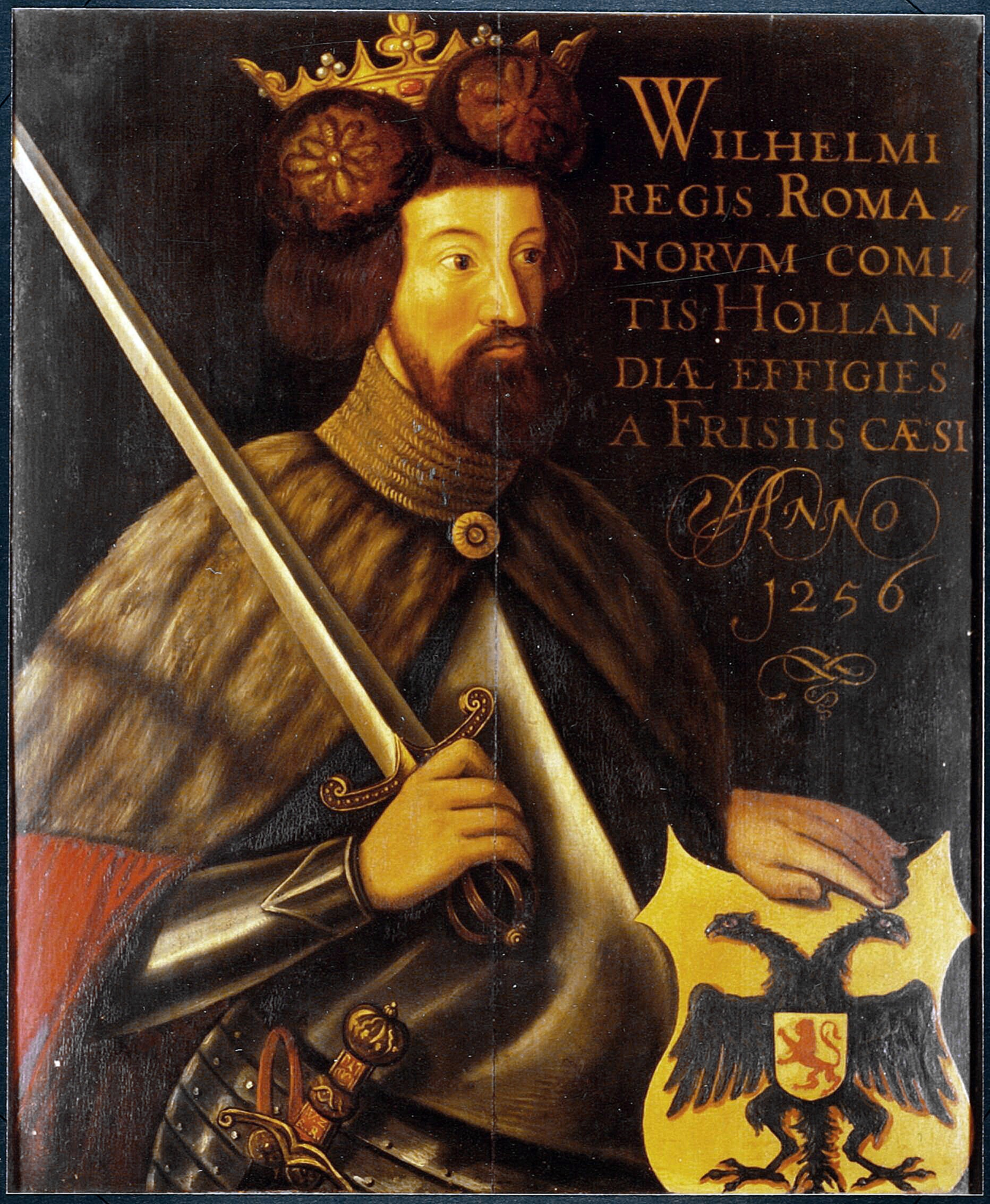
Portrait anonyme de Guillaume II de Hollande du XVIe siècle.
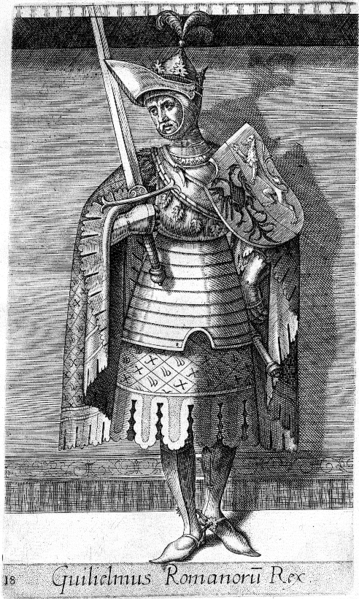
Guillaume II de Hollande représenté dans un ouvrage du XVIe siècle.
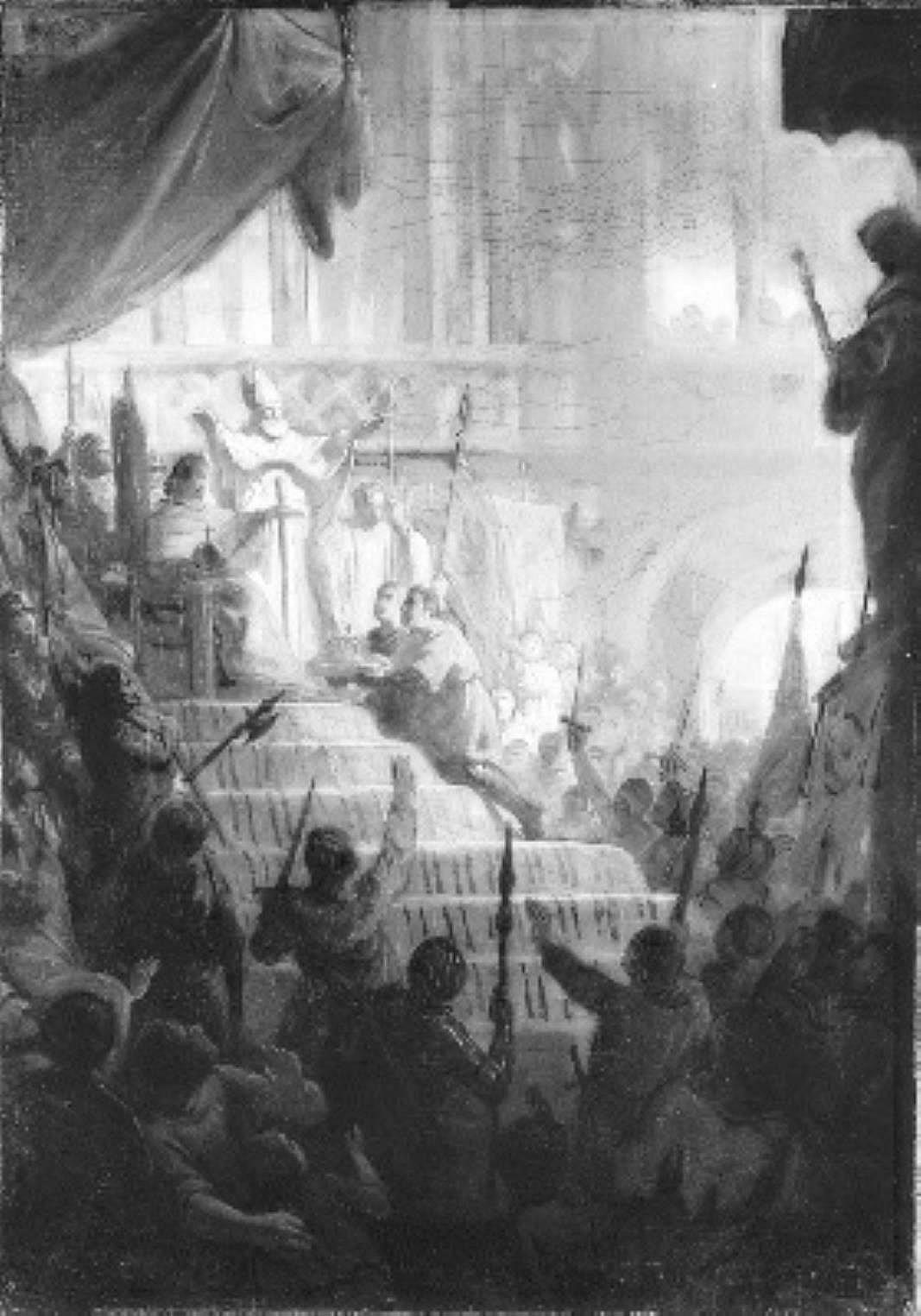
Guillaume couronné roi des Romains (Jacobus van Dijck, XIXe siècle).
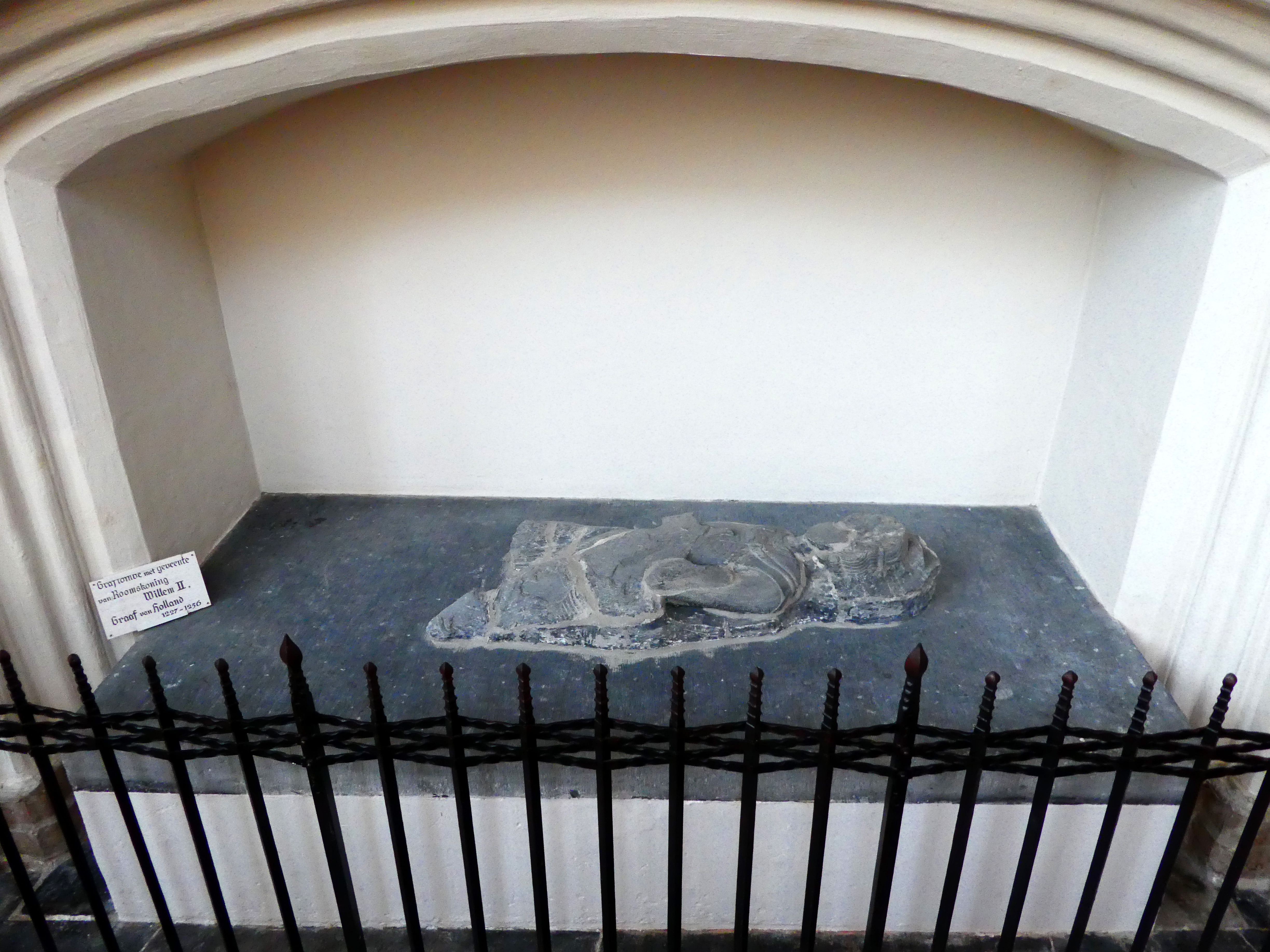
La tombe de Guillaume dans la collégiale de Middelbourg.
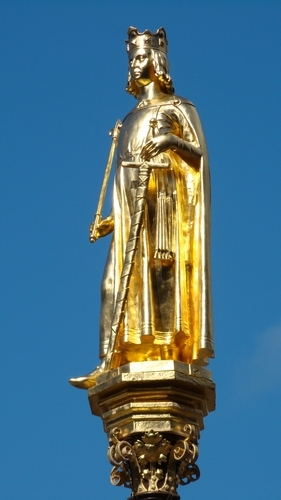
Statue de Guillaume II à La Haye.